# 巴特恩多夫
巴特恩多夫是德国巴伐利亚州的一个市镇。总面积40.11平方公里，总人口8048人，其中男性3922人，女性4126人（2011年12月31日），人口密度201人/平方公里。